# Effectgrootte
Onder effectgrootte verstaat men verschillende maten voor de sterkte van het effect van een statistisch significant verschil tussen twee behandelingen of methoden. Als bijvoorbeeld een nieuwe methode met een statistische toets wordt vergeleken met een bestaande methode, kan een significant resultaat er weliswaar op duiden dat de nieuwe methode beter is dan de oude, maar zou het effect zo gering kunnen zijn dat het niet loont de nieuwe methode in te voeren. De effectgroote zal dan aangeven hoe groot het effect daadwerkelijk is.
De effectgrootte wordt typisch berekend in het geval van een significant verschil bij een statistische toets, maar kan ook toegepast worden om de sterkte van het vastgestelde verband tussen twee variabelen aan te geven.
De effectgrootte is een dimensieloos getal. Het getal ligt rond de nul als er niet of nauwelijks een effect van de handeling is. Het getal hoort niet af te hangen van de gebruikte meeteenheid of omvang van de groep. 

## Populatie
Een effectgrootte kan ook berekend worden voor het verschil van twee populaties of verdelingen. In dat geval zal het er meestal om gaan in hoeverre de ligging van de beide populaties of verdelingen van elkaar verschillen. Hoewel de centra van de populaties of verdelingen ten opzichte van elkaar varschoven zijn, kan deze verschuiving in het licht van de spreiding van weinig betekenis zijn.
Als effectgroote {\displaystyle E} neemt men dan het verschil van de verwachtingswaarden {\displaystyle \mu _{1}} en {\displaystyle \mu _{2}} relatief ten opzichte van de spreiding, waarvoor de standaardafwijking {\displaystyle \sigma } in een van de populaties of verdelingen of een combinatie van beide genomen wordt:
{\displaystyle E={\frac {\mu _{2}-\mu _{1}}{\sigma _{1}}}}.
Men ziet dat:
1. Hoe groter het verschil is tussen de middens van de groepen, hoe groter de effectgrootte.
2. Hoe kleiner de standaarddeviatie, hoe groter de effectgrootte.

Meestal wordt een waarde-oordeel gekoppeld aan de uitkomsten van de effectgrootte. Effectgroottes in de buurt van de nul zijn klein, effectgroottes groter dan 0,8 of kleiner dan -0,8 worden veelal als groot gezien.